# HD 10241
HD 10241，又名CP-54 358，SAO 232483、HR 479，是一颗恒星，视星等为6.84，位于銀經287.7，銀緯-62.27，其B1900.0坐标为赤經1h 34m 55.7s，赤緯-53° -62.27′ 44″。